# Aulos Reloaded
Aulos Reloaded è un singolo del produttore discografico e flautista francese Vladimir Cauchemar, pubblicato il 28 settembre 2018 in collaborazione con il rapper statunitense 6ix9ine.

## Video musicale
Il videoclip è stato reso disponibile sul canale WorldStarHipHop e vede i due artisti per le strade di Parigi. Il volto del produttore e beatmaker del brano, Vladimir Cauchemar è coperto con un teschio.

## Tracce
1. Aulos Reloaded – 2:06